# Wzgórze Sodomskie

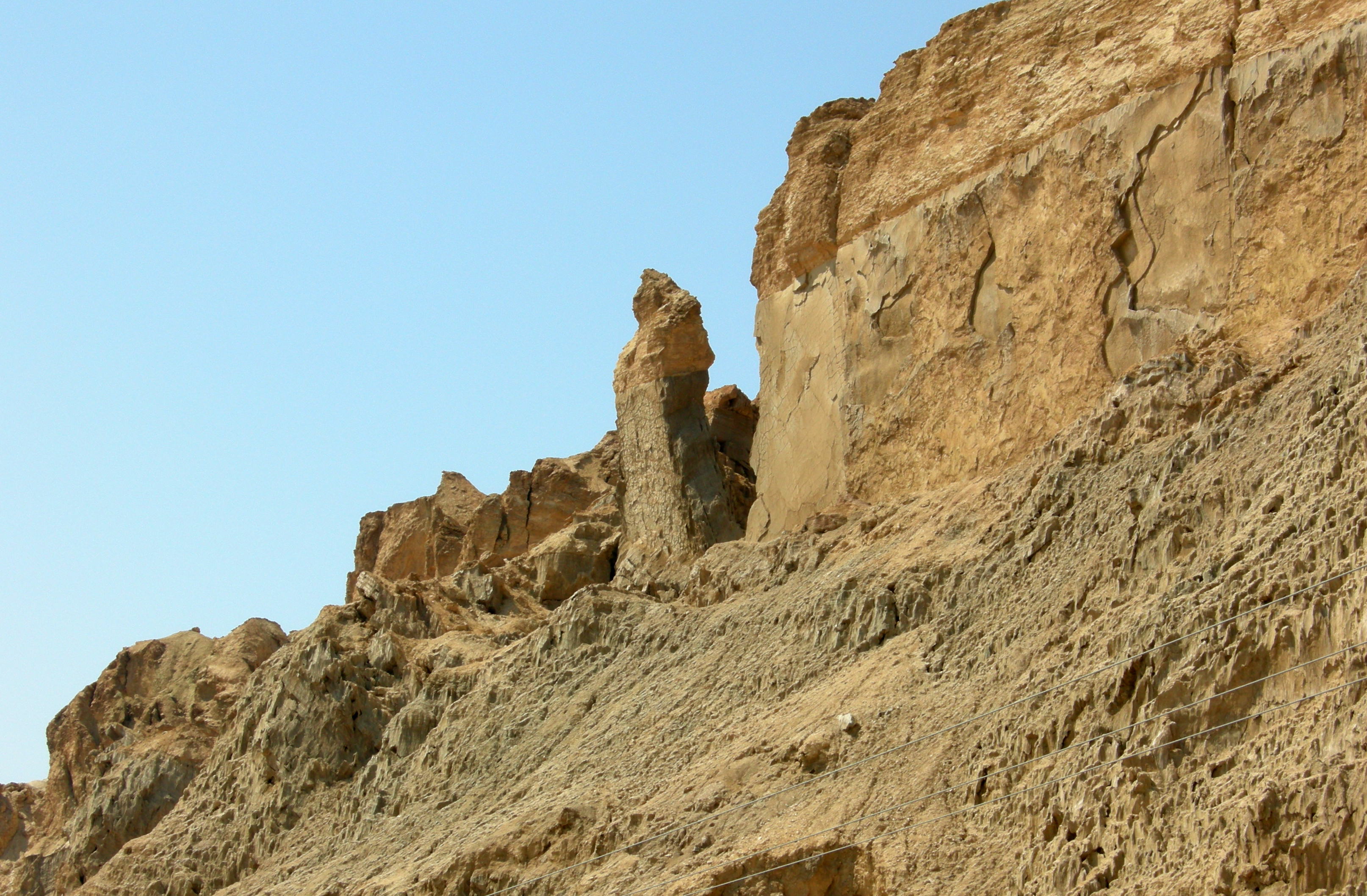
Wzgórze Sodomskie. Widok na filar nazywany "żoną Lota".

Wzgórze Sodomskie (hebr. הר סדום, Har Sedom; arab. جبل السدوم, Dżabal as-Sadum) – wzgórze znajdujące się przy południowo-zachodniej części Morza Martwego w Izraelu. Ma około siedmiu kilometrów długości i pięciu szerokości. Wysokość względna od poziomu lustra wody Morza Martwego 226 metrów oznacza, że jego szczyt leży na wysokości 170 metrów poniżej poziomu morza.
Wyróżnia się budową geologiczną, prawie w całości zbudowane jest z halitu (soli kamiennej). Z powodu erozji nastąpiło rozdzielenie masywu. Jeden z oddzielonych filarów nazwany jest potocznie "żona Lota".